# Hermanos de la Caridad
Los Hermanos de la Caridad (en latín: Fratres a Caritate) son una congregación religiosa laical católica de derecho pontificio, cuyo fin es servir a los más necesitados, especialmente en las áreas de la educación y de la salud. El instituto fue fundado el 28 de diciembre de 1807 por el siervo de Dios canónigo Pedro José Triest (1760-1836), en Bélgica. El padre Triest también fundó otras tres congregaciones religiosas inspiradas por la espiritualidad de san Vicente de Paúl, el santo patrono de la congregación. Hoy en día, los hermanos de la caridad están presentes en 30 países. Su casa general está en Roma.

## Historia

### Origen
La Congregación de los Hermanos de la Caridad fue fundada el 28 de diciembre de 1807 por Pedro José Triest, canónigo de la Catedral de San Bavon (Gante, Bélgica). El religioso belga había sido promovido a esa dignidad eclesiástica por sus servicios a la causa de la caridad. También lo apodaron "el Vicente de Paúl belga", y se le otorgaron las decoraciones reales y cívicas más altas. Después de su muerte, el Gobierno belga erigió un magnífico mausoleo en su honor en la catedral de San Miguel y Santa Gúdula, en Bruselas.
El objetivo especial de esta congregación, señalado en sus Constituciones, es la santificación de sus miembros en el estado religioso por el ejercicio de la caridad, lo que, en el espíritu del fundador, abarca todos los aspectos y necesidades de los sufrimientos físicos y morales. Eso incluye de una manera especial el cuidado de los enfermos, ancianos, enfermos mentales; la formación y la educación de los huérfanos y de los jóvenes con discapacidades mentales y de toda condición. Dichas constituciones fueron aprobadas por el Papa Leon XIII el 4 de julio de 1899.

### Expansión
En 1906, la provincia madre, que contaba en Bélgica 42 comunidades, con cerca de 1000 hermanos, se encargaba de 6.000 enfermos mentales, de cientos de ancianos y de un buen número de adultos ciegos. En la misma provincia se proporcionaba la enseñanza a más de 9.000 niños, huérfanos, retardados mentales, sordomudos y ciegos. La congregación también proporcionaba la enseñanza en muchas escuelas públicas.
Esta rápida expansión ha llamado la atención de los obispos extranjeros. Solicitudes para hermanos llegaban de América del Norte, Inglaterra, Holanda e Irlanda, lugares que, a su vez, pronto se convertirían en provincias. En el siglo XX, hubo 3 casas en Inglaterra, una en Irlanda y 2 en los Países Bajos. La provincia de América se fundó en 1865 cuando los Hermanos belgas llegaron a Montreal. La Congregación fue constituida en Montreal en 1869 bajo el nombre de "Hermanos de la Caridad de San Vicente de Paúl. Los Hermanos dirigían, entre otras instituciones, la "Escuela de Reforma de Montreal" para jóvenes delincuentes, con 30 religiosos y 265 residentes; el "Asilo Saint-Benoit-Labre" para enfermos mentales y la "Casa San Felipe Neri" en Longue-Pointe, con 25 religiosos, 8 novicios, 7 aspirantes y 106 residentes; el "Monte San Bernardo" (Escuela de Ciencia y Comercio) en Sorel, con 16 religiosos y 160 estudiantes; la "Academia San Federico" en Drummondville, y el "Orfanato del Ángel de la Guardia" y el "Instituto Industrial" en Boston, Massachusetts, con 25 religiosos y 317 alumnos.
En 1911 empezó la primera misión en África Central y, posteriormente, se establecieron nuevos servicios en África del Sur, Ruanda, Burundi, Indonesia, Perú, Nueva Guinea, Filipinas, Japón, etc.

### Escándalo por abusos en Irlanda
En diciembre de 2007 se hizo pública una investigación e informe de ocho años (1999-2007) por parte de Elizabeth Healy y el Kevin McCoy sobre la "Congregación de la Escuela Sagrada Familia" de los Hermanos de la Caridad en Galway, la ciudad principal de la Arquidiócesis de Tuam en Irlanda. Once hermanos y otros siete miembros del personal fueron acusados de haber abusado sistemáticamente de 121 niños con discapacidad intelectual en centros asistenciales en el período 1965-1998.

### Aplicación de la eutanasia en sus hospitales de Bélgica
En abril de 2017, la rama belga de la Congregación saltó a los titulares, tras informar la revista cristiana Tertio de que la Congregación aplicaría la eutanasia a todo paciente que lo desease, en arreglo a la legislación belga. La eutanasia en Bélgica es legal para adultos desde 2002, y para menores de edad desde 2014. Hasta entonces los pacientes de los hospitales de los Hermanos de la Caridad que la solicitaban eran derivados a otros centros.
El superior provincial belga, Raf De Rycke, justificó la medida en que: “Partimos de los mismos valores fundamentales: el respeto a la vida es un fundamento importante, pero no absoluto, de ahí que no pensemos igual que Roma”. Ante estas declaraciones, el superior general de la Congregación, René Stockman, calificó la decisión de "verdadera tragedia", y que había contactado con la Provincia belga, la Conferencia Episcopal Belga, el Nuncio Apostólico en Bélgica, y la Secretaría de Estado vaticana.

### Cronología

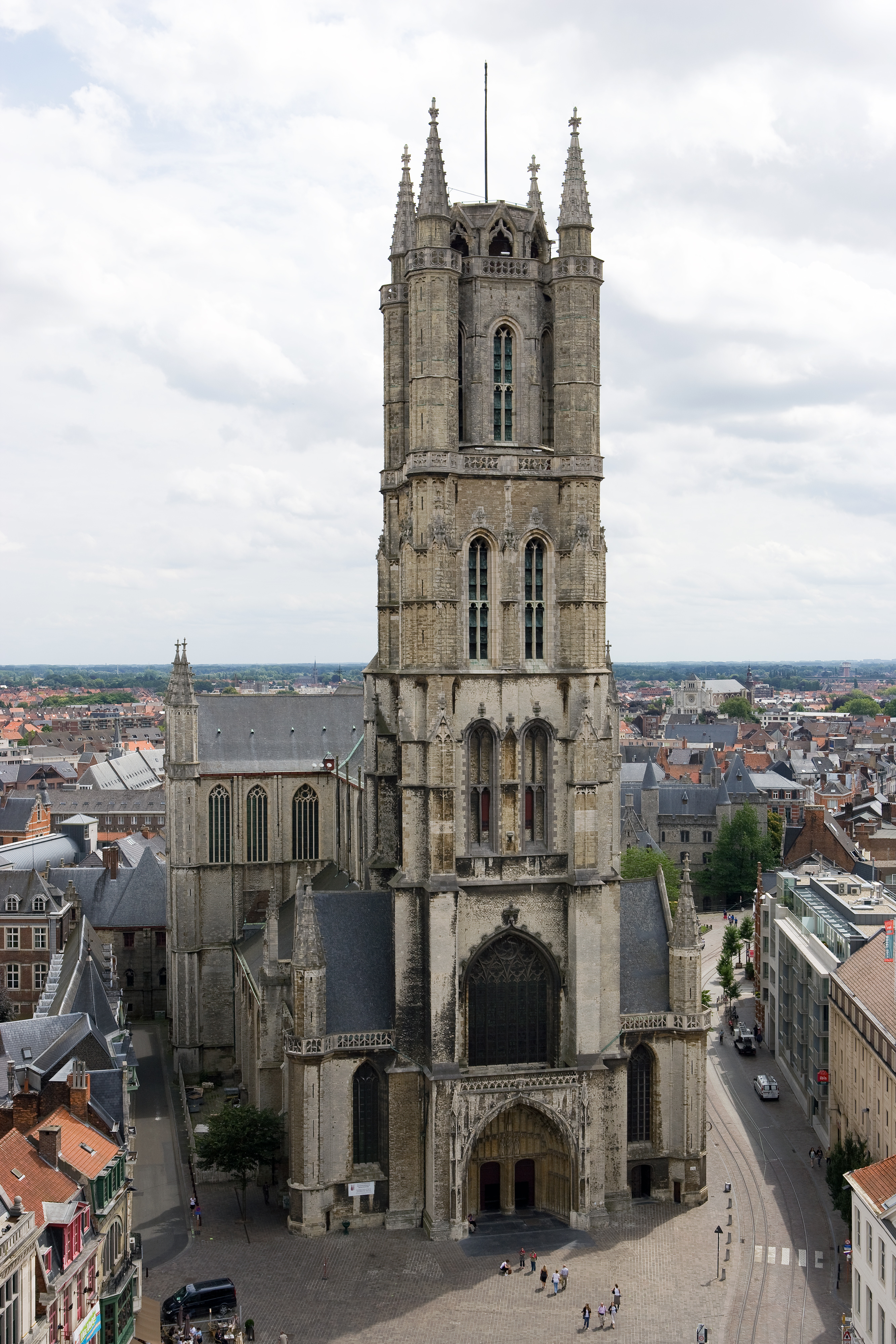
En la Catedral de San Bavon de Gante, Bélgica, el 28 de diciembre de 1807, Pedro José Triest dio inicio a la Congregación.

- 1807 El cuidado de los ancianos, primer apostolado en la Biloque.
- 1811 El portero de la Biloque atrae a niños de la calle y les enseña lo básico, utilizando un cajón de arena como pizarra.
- 1814 Se abre la primera escuela.
- 1815 Los Hermanos desencadenan a los enfermos mentales en el sótano del castillo de Gerardo el Diablo.
- 1825 Escuela para sordos en Gante.
- 1835 Educación adaptada a los ciegos.
- 1840 Educación para niños con discapacidad mental.
- 1865 Se abre en Canadá la primera misión fuera de Bélgica.
- 1899 Reconocimiento oficial como congregación de derecho pontificio.
- 1967 La sede de la administración general se traslada en Roma.
- El Capítulo General de 1967 inicia la reforma de las Constituciones, lo cual se completará en 1970.
- 1970 Nuevo desarrollo en los países asiáticos; los Hermanos estaban presentes en Indonesia desde 1929.
- 1986 Inicio de una colaboración entre las tres congregaciones del Fundador Triest para conmemorar el 150avo aniversario de su muerte.
- 1990 Aceleración del desarrollo internacional de los "Servicios de los Hermanos de la Caridad".
- 1996 Reconocimiento oficial de la Congregación por la ONU, con estatus consultativo por el Consejo Económico y Social de la ONU.

## Obras apostólicas
El cuidado de los ancianos

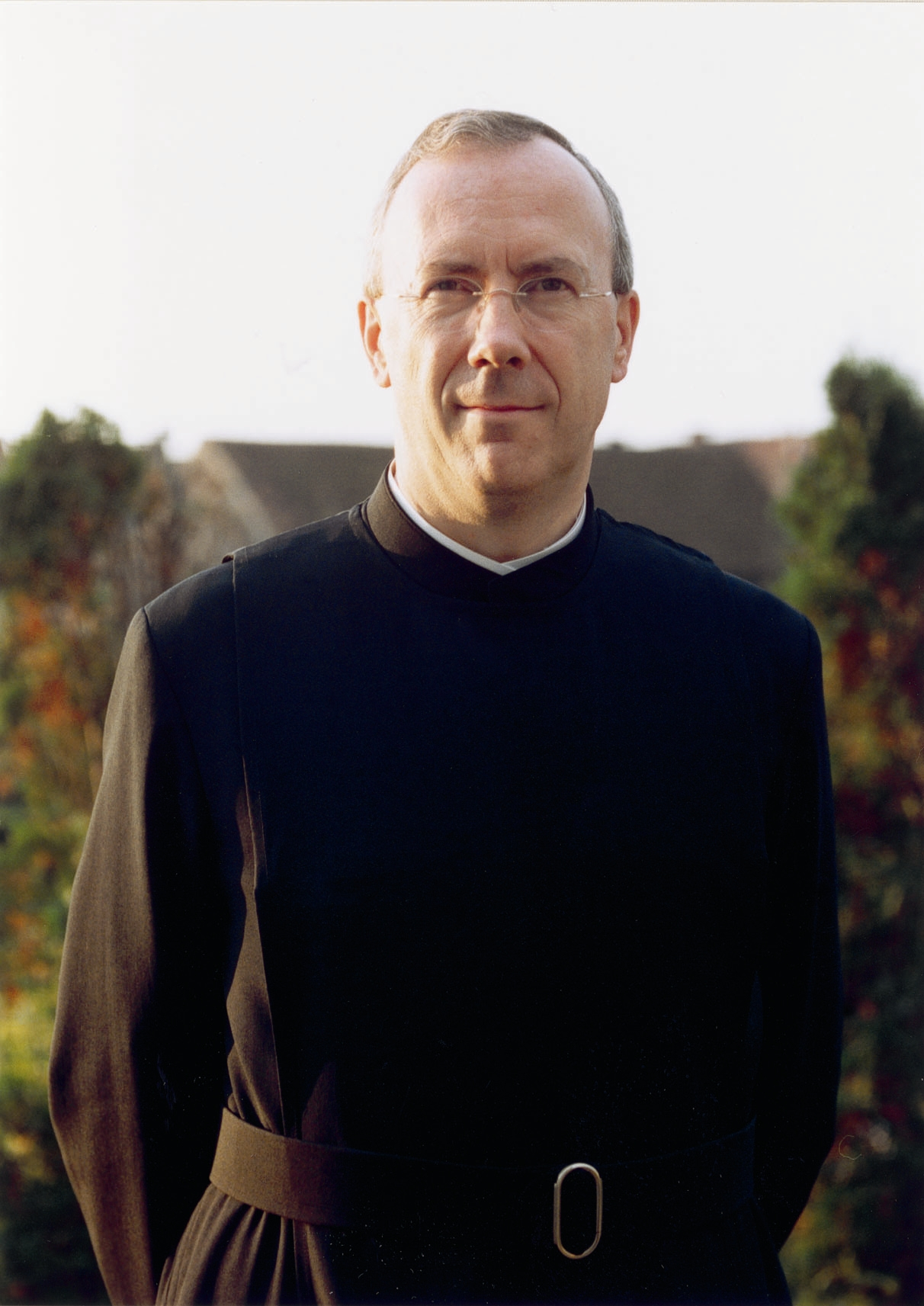
René Stockman, actual superior general de la congregación

Los primeros hermanos se hicieron cargo de las personas ancianas, ministerio que sigue hasta hoy, abarcando los varios tipos de senilidad.
Educación
Iniciado en 1809 por un aficionado de la educación, ese ramo apostólico se ha desarrollado en todos los niveles preuniversitarios y en todos los ámbitos (educación normal y especial). Por ejemplo, en 1996, en Bélgica, la instrucción se brindó en 33 escuelas para los grados desde la pre-primaria y la primaria para una población de 8.781 estudiantes, con un personal de 820; en 15 escuelas secundarias para 7121 estudiantes con un personal de 1278; también en 7 escuelas primarias especiales y 8 centros de enseñanza secundaria técnica preparando a 1253 estudiantes.
Educación especial
En 1823, los hermanos se capacitaron para la educación especial para sordos. En 1825 y 1835 respectivamente, esta enseñanza se inició en las ciudades de Gante y de Bruselas. El Instituto de Bruselas también admitió a los ciegos desde el principio. En 1877 comenzó oficialmente en Gante la educación especial para discapacitados mentales, pero los Hermanos ya se preocupaban de elles desde 1840. Desde el año 2000 en Bélgica, los Hermanos dirigen ocho instituciones para 2600 niños con discapacidades mentales con un personal de 1700.
Salud mental
Desde 1815, los Hermanos han trabajado en el campo de la salud mental bajo el liderado por el Dr. J. Guislain, psiquiatra belga, principal médico de dos hospitales para salud mental en Gante. En 1857 se inauguró el Centro psiquiátrico Dr. Guislain que sigue funcionando. El Museo Dr Guislain relata la historia de la atención a los enfermos mentales y de la colaboración entre el Dr Guislain y el Padre Pedro Jos-e Triest. Cerca de 2000 Hermanos, en Bélgica solo, atienden a 5.000 pacientes psiquiátricos con un personal de 5100 en 13 instituciones. Los Hermanos dirigen centros psiquiátricos en el Congo, Ruanda, Burundi, Costa de Marfil, África del Sur, India, Rumania, Tanzania, entre otros países.

## Estructura y gobierno

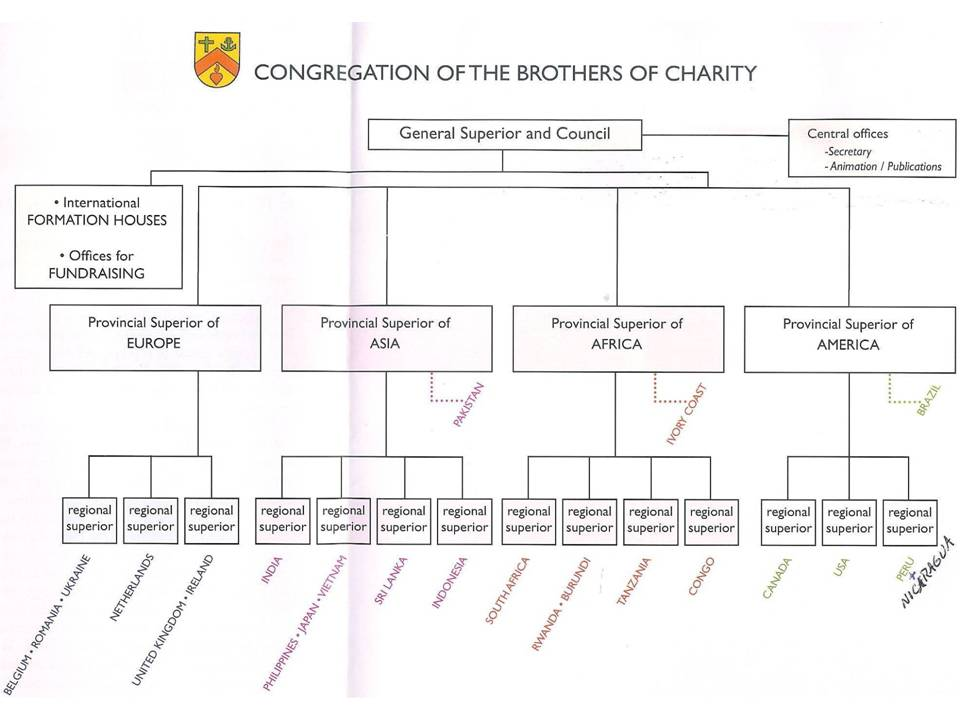
Organigrama de los Hermanos de la Caridad de Gante

La Congregación está dividida en cuatro provincias correspondientes a los cuatro grandes continentes. Estas cuatro provincias tienen 14 regiones que corresponden aproximadamente a los países donde trabajan los hermanos. El superior general es elegido para un mandato de 6 años por el Capítulo General y dirige el Instituto con la ayuda su Consejo y de los superiores provinciales y regionales.
La congregación cumple con las leyes de cada país y goza de la condición de persona jurídica de acuerdo con las normas de cada país. En general, el Superior regional de cada país asume la responsabilidad jurídica.
El Superior general recibe su autoridad del Papa a través de la Congregación para los Institutos de Vida Consagrada. En términos de vida religiosa, la congregación está bajo la jurisdicción de la Iglesia Católica como lo indica el Derecho Canónico.
Como congregación apostólica, los Hermanos de la Caridad han desarrollado una misión conforme a su carisma y la desarrollan con un centenar de miembros asociados y con miles de colaboradores laicos que comparten su misión en el mismo espíritu de caridad.
La Congregación ha establecido medios de recaudación de fondos para sostener sus servicios apostólicos. Las fundaciones locales son coordinadas por la Agencia Internacional para la Acción Global contra la Pobreza.

## Carisma y espiritualidad

### Visión de los pobres
El Hermano Stan lo formuló así: “Yo vivo con refugiados y personas con trastornos mentales, y cualquier persona en necesidad puede llamar a nuestra puerta. Constituimos con ellos una comunidad. Es muy sencillo; nuestra vida comunitaria experimenta la alegría al ver a los pobres como un regalo a la comunidad. Cuando damos la bienvenida a los necesitados, vistos como mensajeros de Dios, los pobres rompen nuestras cadenas de esclavitud y orientan nuestras vidas, no hacia nosotros mismos sino hacia Dios. Se convierten realmente en nuestros maestros, porque nos enseñan los valores humanos esenciales, tal la fraternidad. ¡Los pobres son nuestra riqueza!”.

### Apostolado específico
Para los hermanos de la caridad, los sordos, discapacitados o enfermos mentales son especialmente queridos porque están heridos en su propia capacidad humana y su dignidad se ve directamente afectada. Por ellos es imposible, sin recibir atención especializada, vivir una vida normal. La educación normal también es importante porque ayuda a desarrollar la pedagogía de la Caritas para que las personas con talento seamos sensibilizadas a las necesidades de nuestros hermanos desfavorecidos y deseosos de ayudarles.

### Visión actualizada de la Resurrección
- Los Hermanos de la Caridad creen que, conservando lo que queda de vida en las personas perjudicadas en su capacidad humana, aliviando su sufrimiento y abriendo nuevas perspectivas fuera de la miseria, así ya están ya experimentando la alegría de la Resurrección, ahora y aquí en esa tierra.
- ¡Trabajar para restablecer aquí y ahora lo que está roto o herido en los seres humanos, liberar a los oprimidos, conservar lo que queda de vida para el Día de la Resurrección!